# 寮国国家旅游局
老挝国家旅游局是负责管理、促进和发展老挝旅游业的一个老挝政府的部级机构，位于首都万象，直接隶属于老挝总理办公室。